# Psittrichasiidae
Los psitricásidos (Psittrichasiidae) son una familia de aves psitaciformes perteneciente a la superfamilia de los loros típicos (Psittacoidea). Es una familia muy pequeña, la más pequeña de las tres familias de psitacoideos. Está dividida en dos subfamilias: Psittrichasinae y Coracopsinae, que contienen un único género cada una. La primera contiene a su vez una sola especie, nativa de Nueva Guinea, y la segunda contiene dos especies vivas distribuidas por Madagascar y otras islas del Índico.

## Especies
La familia Psittrichasiidae contiene únicamente tres especies vivas clasificadas de la siguiente forma:
Subfamilia Psittrichasinae
- Género Psittrichas
  - Psittrichas fulgidus - loro aguileño;

Subfamilia Coracopsinae
- Género Coracopsis
  - Coracopsis nigra - loro negro;
  - Coracopsis vasa - loro vasa;
  - Coracopsis barklyi - loro negro de Seychelles.

Estudios recientes indican que el extinto loro de las Mascareñas (Mascarinus mascarinus) estaba cercanamente emparentado con los miembros de Coracopsis.